# Доброта Лошић
Доброта Лошић (1932, Босанско Грахово - 2. новембар 2020, Сарајево) је био југословенски и босански новинар и један од оснивача Телевизије Сарајево.
Његов син, је певач Плавог оркестра, Саша Лошић.

## Биографија
Рођен је 1932. године у Босанском Грахову, где је завршио основну школу, а Учитељску и педагошку академију у Бањој Луци. За новинарство се одлучио као млад, радећи у бањалучком „Гласу“ и Радио Бањалуци. Средином 1960-их био је међу првим запосленима у Телевизији Сарајево, која је као републичка телевизија била део садашњег система емитовања. Како би сликом и тоном што боље покрио Босанску крајину, Доброта је отишао на задатак да ради као дописник у Бањој Луци, где је остао десет година. 

## Каријера
По повратку у Сарајево, Лошић је био уредник и водитељ ТВ дневника на ТВСА. По одласку из спољнополитичке редакције, једном недељно се појављивао на екрану као уредник и водитељ емисије „Седам дана у свијету”.
Важно поглавље у животу Доброте Лошића је његова интензивна активност у Друштву новинара Босне и Херцеговине, које је у то време било високо цењено као професионална организација којој се могло приступити тек након запослења у неком од медија. 

## Смрт
Пред крај живота Доброта Лошић био је у дому за стара лица у Сарајеву, где је имао смештај и лекарску његу. Након дуже болести преминуо је у Сарајеву 2. новембра 2020. године.